# 静岡平野

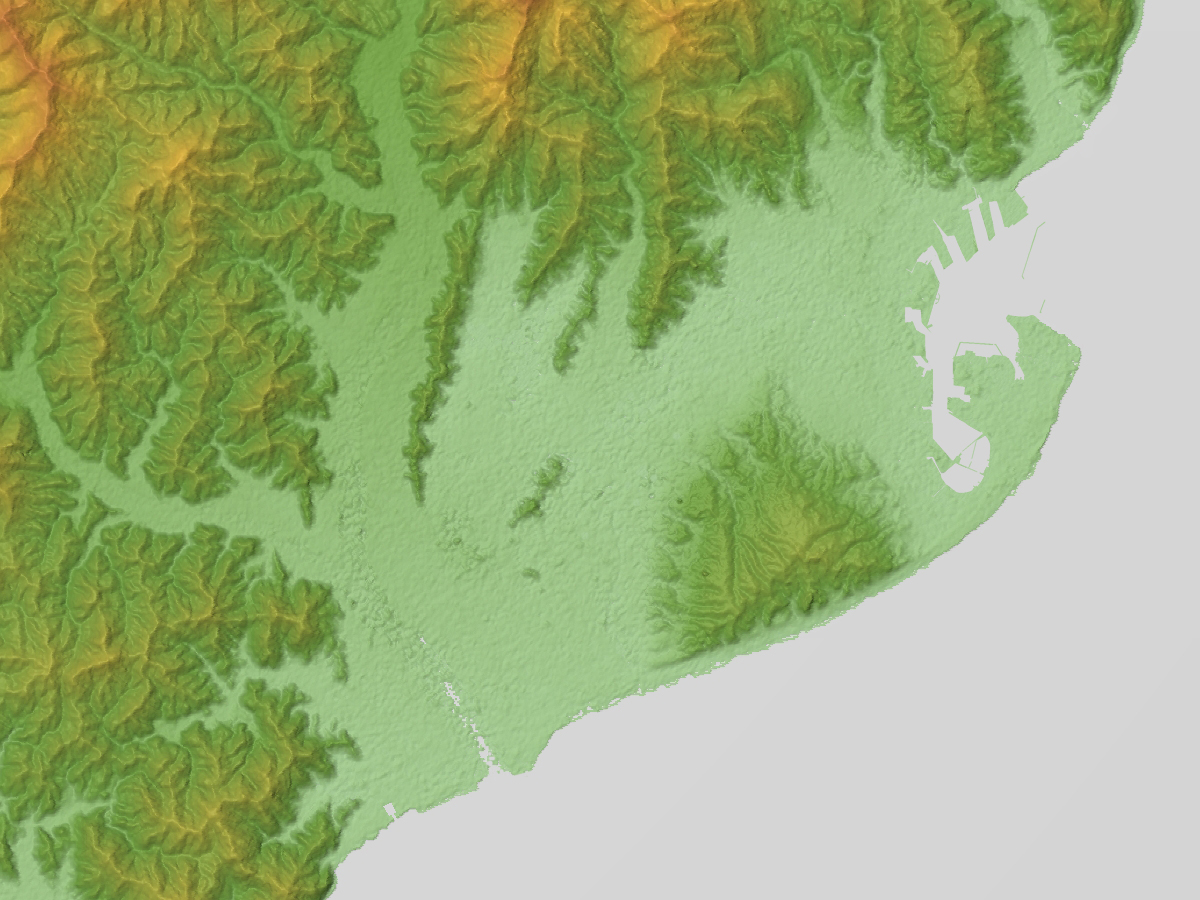
静岡平野周辺の地形図

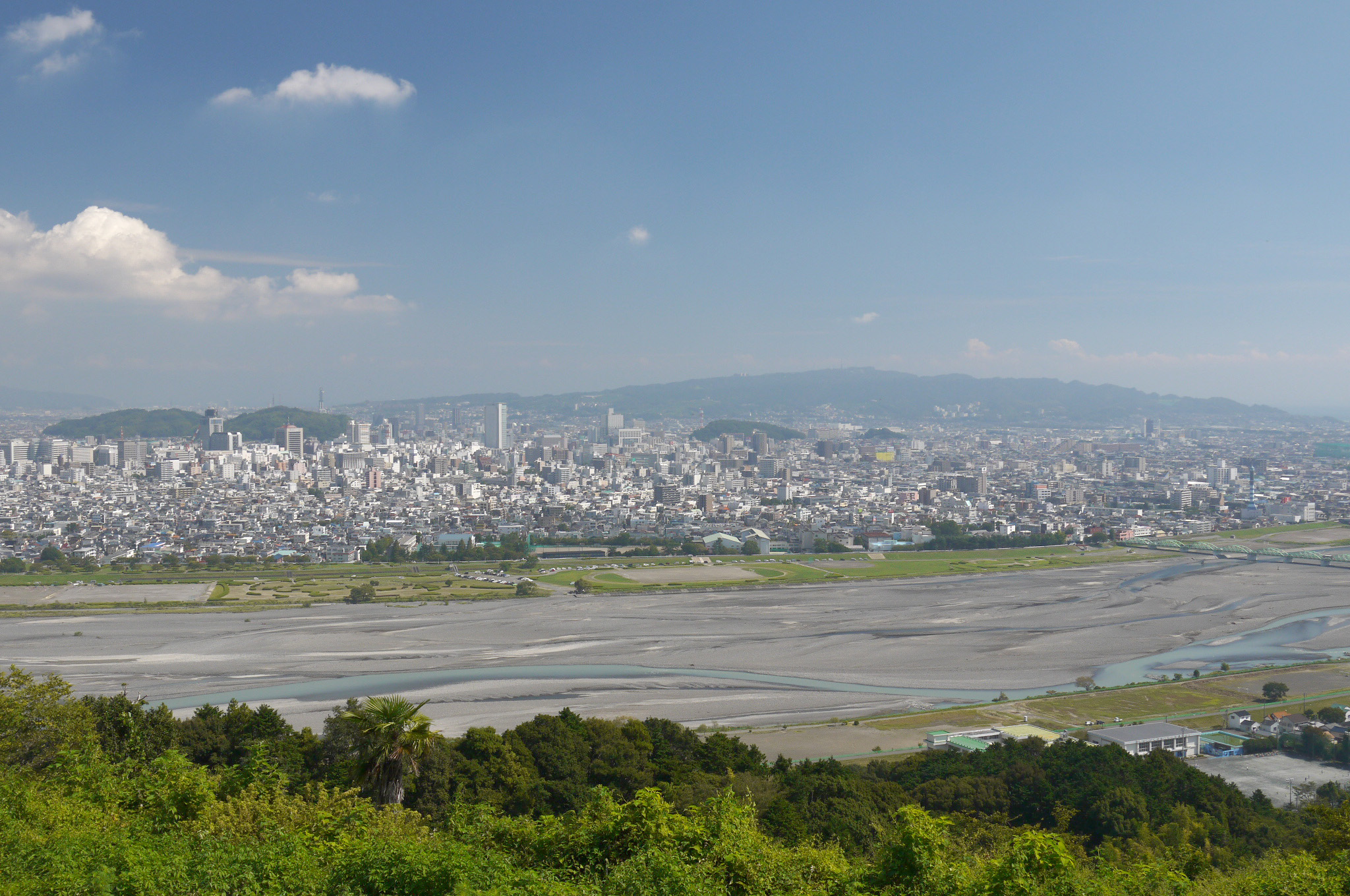
静岡平野。手前に流れるのは安倍川で、奥に横たわるのは日本平。

静岡平野（しずおかへいや）とは、静岡県中部（静岡市葵区・駿河区）に広がる平野。安倍川とその支流の藁科川により形成された扇状地とその周辺に発達する後背低地を主体とする平野である。南は駿河湾に面しており、北東部で清水平野とつながっている。

## 地形

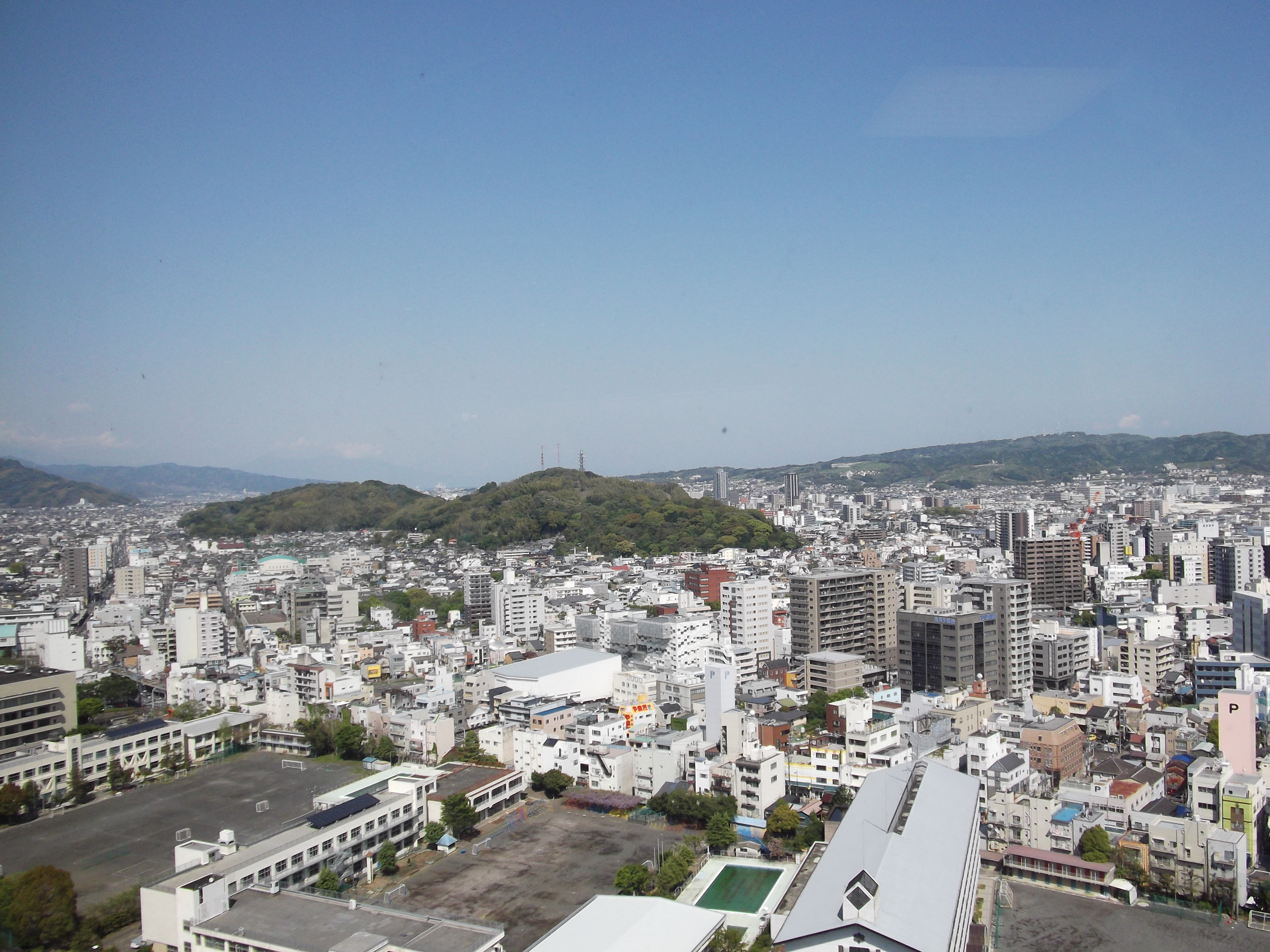
右奥の有度山や、左手前の谷津山などは、昔は島だった。

静岡平野は、古くは駿河湾から入り込んだ入り江であった。その入り江に流れ込んでいた安倍川および藁科川の堆積作用により、静岡平野が形成された。
安倍川扇状地は賤機山付近を南端とし、北方端は朝畑低地、東南端は大谷低地、西南端に丸子川の低地、東端に長沼低地の後背低地が発達している。平野内には賤機山のほか、有度山や谷津山などの孤立した丘陵があり、扇状地の東側への張り出しを抑えている。
静岡市都心が域内にあり、面積の約94％が市街地で構成され、市街地人口密度が8372人/㎢と超高密度な都市を形成している。静岡市街地の西半分は安倍川扇状地が占めている。
安倍川扇状地は豊富な地下水を有しており、生活用水に利用されているほか、静岡平野には多数の観測井や防火井戸が設置されている。

## 交通
古くから東西の要所として重要な交通路が通過している。
- 中世・近世 - 東海道
- 近代以降
  - 鉄道 - 東海道本線・東海道新幹線
  - 国道 - 国道1号
  - 高速道路 - 東名高速道路・新東名高速道路